# Черепашки-ниндзя в кино
«Черепашки-ниндзя» (англ. Teenage Mutant Ninja Turtles) — вымышленная команда из комиксов, созданная Кевином Истменом и Питером Лэрдом, появившаяся в шести высокобюджетных художественных фильмов с момента своего первого появления. Первый фильм вышел в 1990 году, когда франшиза находилась на пике популярности. Несмотря на смешанные отзывы критиков, коммерческий успех картины привёл к появлению двух сиквелов — «Черепашки-ниндзя II: Тайна изумрудного зелья» (1991) и «Черепашки-ниндзя III» (1993), оба из которых не смогли добиться результата оригинала.
В период возрождения франшизы во время выхода мультсериала 2003 года в 2007 году состоялась премьера анимационного фильма. В 2014 году франшиза была перезапущена посредством совместного фильма Paramount Pictures и Nickelodeon Movies. В 2016 году вышло его прямое продолжение.
Шесть фильмов собрали в общей сложности 1,2 миллиарда $ по всему миру. Выход седьмого фильма намечен на 4 августа 2023 года.

## Фильмы

### С живыми актёрами
|   | Фильм                                          | Дата выхода в США    | Режиссёр(ы)        | Сценарист(ы)                                | Автор сюжета                                | Продюсер(ы)                                                               |
|   | Оригинальная серия                             | Оригинальная серия   | Оригинальная серия | Оригинальная серия                          | Оригинальная серия                          | Оригинальная серия                                                        |
| - | ---------------------------------------------- | -------------------- | ------------------ | ------------------------------------------- | ------------------------------------------- | ------------------------------------------------------------------------- |
| 1 | «Черепашки-ниндзя»                             | 30 марта 1990 года   | Стив Бэррон        | Тодд У. Ланген и Бобби Хербек               | Бобби Хербек                                | Саймон Филдс, Дэвид Чан и Ким Доусон                                      |
| 2 | «Черепашки-ниндзя II: Тайна изумрудного зелья» | 22 марта 1991 года   | Майкл Прессман     | Тодд У. Ланген                              | Тодд У. Ланген                              | Томас К. Грэй, Ким Доусон и Дэвид Чан                                     |
| 3 | «Черепашки-ниндзя III»                         | 19 марта 1993 года   | Стюарт Гиллард     | Стюарт Гиллард                              | Стюарт Гиллард                              | Томас К. Грэй, Ким Доусон и Дэвид Чан                                     |
| 4 | Черепашки-ниндзя (мультфильм)                  | 22 октября 2007 года | Кевин Манро        |                                             |                                             | Томас К. Грей Гарен Уокер Пол Вонг                                        |
|   | Серия-перезапуск                               |                      |                    |                                             |                                             |                                                                           |
|   | «Черепашки-ниндзя»                             | 8 августа 2014 года  | Джонатан Либесман  | Джош Аппельбаум, Андре Немец и Эван Догерти | Джош Аппельбаум, Андре Немец и Эван Догерти | Майкл Бэй, Эндрю Форм, Брэд Фуллер, Гален Уокер, Скотт Медник и Йен Брайс |
|   | «Черепашки-ниндзя 2»                           | 3 июня 2016 года     | Дэйв Грин          | Джош Аппельбаум и Андре Немец               | Джош Аппельбаум и Андре Немец               | Майкл Бэй, Эндрю Форм, Брэд Фуллер, Гален Уокер и Скотт Медник            |

#### «Черепашки-ниндзя» (1990)
Первый фильм по большей части основывается на комиксах Mirage, заимствуя некоторые элементы мультсериала 1987 года. Фильм раскрывает историю происхождения Сплинтера и Черепах, а также повествует о знакомстве братьев и их учителя с Эйприл О’Нил (Джудит Хоаг) и Кейси Джонсом (Элиас Котеас) и первом противостоянии с Шреддером и кланом Фут. Режиссёром выступил Стив Бэррон, а дистрибьюцией занималась студия New Line Cinema. В фильме использовались инновационные аниматронные костюмы, созданные Jim Henson's Creature Shop.

#### «Черепашки-ниндзя II: Тайна изумрудного зелья» (1991)
Продолжение расширяет историю происхождения черепах, а также является первым фильмом, где дебютировал Vanilla Ice. Сиквел посвящён кукловоду Джиму Хенсену. Новыми второстепенными персонажами стали друг Черепах Кено (Эрни Рейес-младший) и приспешники-мутанты Шреддера — Токка и Разар. Дистрибьюцией картины занималась студия 20th Century Fox.

#### «Черепашки-ниндзя III»
В третьей части Элиас Котеас вернулся к роли Кейси Джонса. Макгаффином фильма является скипетр времени, который переносит Черепах и Эйприл в прошлое, во времена феодальной Японии, где они невольно становятся участниками конфликта между даймё и группой мятежных сельчан.

#### «Черепашки-ниндзя» (2014)
Новый художественный фильм, перезапустивший кинофраншизу, первоначально планировался к выходу в декабре 2013 года после того, как права на «Черепашек-ниндзя» приобрела Viacom. Разработкой картины занималась компания Platinum Dunes, принадлежащая Майклу Бэю. Фильм является совместным проектом Paramount Pictures и Nickelodeon Movies. Режиссёром выступил Джонатан Либесман, а главные роли исполнили Меган Фокс, Уилл Арнетт и Уильям Фихтнер, в то время как Черепахи и Сплинтер были созданы с помощью технологии захвата движения. Премьера состоялась 8 августа 2014 года.

#### «Черепашки-ниндзя 2» (2016)
За постановку фильма отвечал режиссёр Дэйв Грин. Все актёры из предыдущего фильма (за исключением Джонни Ноксвилла) вернулись к своим ролям. Стивен Амелл, Брайан Ти, Тайлер Перри и Гэри Энтони Уильямс сыграли Кейси Джонса, Шреддера, Бакстера Стокмана и Бибопа. Борец WWE Шеймус исполнил роль Рокстеди.

#### Безымянный перезапуск
В июне 2018 года Paramount Pictures объявила о новом перезапуске серии фильмов, в котором также вновь примут участие Бэй, Фуллер и Форм, а Эндрю Додж напишет сценарий. Во время 24-я церемония премии «Выбор критиков» Фуллер и Форм заявили, что производство нового фильма должно начаться в 2019 году, однако в июле сосоздатель «Черепашек-ниндзя» Кевин Истман сообщил о продлении срока разработки, поскольку Paramount приняла критику на фильмы 2014 и 2016 годов «близко к сердцу, в связи с чем следующий фильм «будет находиться на другом уровне». В августе 2021 года было выявлено, что Колин Джост и Кейси Джост перепишут черновой сценарий.

### Анимационные
| Film                                | Дата выхода в США   | Режиссёр(ы)                 | Сценарист(ы)                                                   | Автор Сюжета                                                   | Продюсер(ы)                             |
| ----------------------------------- | ------------------- | --------------------------- | -------------------------------------------------------------- | -------------------------------------------------------------- | --------------------------------------- |
| «Черепашки-ниндзя»                  | 23 марта 2007 года  | Кевин Манро                 | Кевин Манро                                                    | Кевин Манро                                                    | Томас К. Грей, Гален Уокер и Пол Ван    |
| «Черепашки навсегда»                | 21 ноября 2009 года | Рой Бёрдин и Ллойд Голдфайн | Рой Бёрдин и Ллойд Голдфайн                                    | Рой Бёрдин и Ллойд Голдфайн                                    | Сара С. Несбитт                         |
| «Бэтмен против Черепашек-ниндзя»    | 31 марта 2019 года  | Джейк Касторена             | Марли Халперн-Грейзер                                          | Марли Халперн-Грейзер                                          | Бен Джонс                               |
| «Эволюция Черепашек-ниндзя»         | 5 августа 2022 года | Энт Уорд и Энди Суриано     | Тони Гама-Лобо и Ребекка Мэй                                   | Тони Гама-Лобо и Ребекка Мэй                                   | Владимир Радев и Энди Суриано           |
| «Черепашки-ниндзя: Погром мутантов» | 2 августа 2023 года | Джефф Роу                   | Сет Роген, Эван Голдберг, Джефф Роу, Дэн Эрнандес, Бенжи Самит | Сет Роген, Эван Голдберг, Джефф Роу, Дэн Эрнандес, Бенжи Самит | Сет Роген, Эван Голдберг и Джеймс Уивер |

#### «Черепашки-ниндзя» (2007)
В 2007 году был выпущен анимационный фильм 2007 года, режиссёром и сценаристом которого выступил Кевином Манро. В отличие от предыдущих фильмов, он создавался с помощью компьютерной графики студией Imagi Animation Studios. Дистрибьюцией занимались Warner Bros. Pictures и The Weinstein Company. Это был последний фильм о Черепашках-ниндзя, за прокат которой отвечала Warner Bros., поскольку в дальнейшем права на франшизу приобрела Viacom.
По сюжету, Черепашки-ниндзя предстают как разобщённая команда: Леонардо тренируется в Центральной Америке, Донателло и Микеланджело работают в сфере оказания услуг, а Рафаэль становится линчевателем «Ночным Всевидящим». Впоследствии Лео возвращается в Нью-Йорк, заполонённый множеством монстров, на которых охотится таинственный бизнесмен Макс Винтерс, однако воссоединение команды омрачается напряжением между Лео и Рафом. Также появляется клан Фут, возглавляемые Караи.

#### «Черепашки навсегда» (2009)
В честь 25-летия франшизы был снят телевизионный фильм под названием «Черепашки навсегда», представляющий собой кроссовер между персонажами оригинального комикса и мультсериалов 1987 и 2003 годов.

#### «Бэтмен против Черепашек-ниндзя» (2019)
Бэтмен, Бэтгёрл и Робин объединяются с Черепашками-ниндзя для борьбы с заклятым врагом Черепах, Шредером, который заключил союз с Ра’с аль Гулом и Лигой теней.

#### «Эволюция Черепашек-ниндзя» (2022)
Мультфильм по мотивам мультсериала «Эволюция Черепашек-ниндзя» от Nickelodeon, планирующийся к выпуску для Netflix. По сюжету Черепашки-ниндзя будут спасать мир от Крэнга. Первоначально мультфильм должен был выйти в 2021 году, однако премьера была отложена из-за продления сроков производства. Выход мультфильма намечен на 5 августа 2022 года.

#### «Черепашки-ниндзя: Погром мутантов» (2023)
В июне 2020 года было объявлено о разработке нового фильма, не связанного с фильмом-перезапуском от Майкла Бэя. Проект представляет собой CGI-мультфильм, продюсерами которого выступят Сет Роген и Эван Голдберг, действующие от имени своей кинематографической компании Point Grey Pictures. Это второй анимационный фильм во франшизе, вышедший в широкий прокат, после мультфильма 2007 года. Режиссёром стал сосоздатель «Митчеллов против машин», а сценаристами — Роген, Голдберг, Роу, Дэн Эрнандес и Бенжи Самит. Президент Nickelodeon Брайан Роббинс описал проект как «переосмысление франшизы на новом уровне». Фильм выйдет в прокат 2 августа 2023 года.

#### Будущее
В феврале 2022 года на мероприятии инвесторов ViacomCBS было объявлено о разработке множества спин-оффов по франшизе. Каждый проект будет посвящён определённому врагу Черепашек. За производство будет отвечать Nickelodeon Animation Studio, а площадкой для трансляции выступит Paramount+.

## Актёры и съёмочная группа
- C — актёр или актриса сыграли персонажа в костюме.
- M — персонаж создан с помощью технологии захвата движения.
- P — кукловод, управляющий марионеткой.
- U — актёр или актриса не были указаны в титрах.
- V — актёр или актриса озвучили персонажа.
- Y — актёр или актриса сыграли молодую версию персонажа.

### Актёры
| Леонардо                                        | Брайан ТочиV        | Брайан ТочиV   | Брайан ТочиV    | Джеймс Арнольд ТейлорV | Джонни НоксвиллV | Пит ПложекM                   |
| Леонардо                                        | Дэвид ФорманC       | Марк КазоC     | Марк КазоC      | Джеймс Арнольд ТейлорV | Пит ПложекM      | Пит ПложекM                   |
| Леонардо                                        | Мартин П РобертсонP | Роб ТайгнерP   | Джим МартинP    | Джеймс Арнольд ТейлорV | Пит ПложекM      | Пит ПложекM                   |
| Рафаэль                                         | Джош ПейсVC         | Лори ФасоV     | Тим КеллехерV   | Нолан НортV            | Алан РитчсонM    | Алан РитчсонM                 |
| Рафаэль                                         | Джош ПейсVC         | Кенн ТрумC     | Мэтт ХиллC      | Нолан НортV            | Алан РитчсонM    | Алан РитчсонM                 |
| Рафаэль                                         | Дэвид ГринуэйP      | Дэвид ГринуэйP | Ноэль МакнилP   | Нолан НортV            | Алан РитчсонM    | Алан РитчсонM                 |
| Донателло                                       | Кори ФельдманV      | Адам КарлV     | Кори ФельдманV  | Митчелл УитфилдV       | Джереми ХовардM  | Джереми ХовардM               |
| Донателло                                       | Лейф ТильденC       | Лейф ТильденC  | Джим РапосаC    | Митчелл УитфилдV       | Джереми ХовардM  | Джереми ХовардM               |
| Донателло                                       | Дэвид РудманP       | Роб МиллсP     | Рик ЛайонP      | Митчелл УитфилдV       | Джереми ХовардM  | Джереми ХовардM               |
| Микеланджело                                    | Робби РистV         | Робби РистV    | Робби РистV     | Майки КеллиV           | Ноэль ФишерM     | Ноэль ФишерM                  |
| Микеланджело                                    | Мишлен СистиC       | Мишлен СистиC  | Дэвид ФрейзерC  | Майки КеллиV           | Ноэль ФишерM     | Ноэль ФишерM                  |
| Микеланджело                                    | Мак УилсонP         | Мак УилсонP    | Горд РобертсонP | Майки КеллиV           | Ноэль ФишерM     | Ноэль ФишерM                  |
| Сплинтер                                        | Кевин КлэшV         | Кевин КлэшV    | Джеймс МюррейVP | МакоV                  | Тони ШалубV      | Тони ШалубV                   |
| Сплинтер                                        | Рики БойдP          | Рики БойдP     | Лиза ШтурцP     | МакоV                  | Дэнни ВудбернM   | Питер Дональд Бадаламенти IIM |
| Сплинтер                                        | Роб ТайгнерP        | Сьюзан ДакреP  | Тим ЛоуренсP    | Грег БолдуинUV         | Дэнни ВудбернM   | Питер Дональд Бадаламенти IIM |
| Эйприл О’Нил                                    | Джудит Хоаг         | Пейдж Турко    | Пейдж Турко     | Сара Мишель ГелларV    | Меган Фокс       | Меган Фокс                    |
| Эйприл О’Нил                                    | Джудит Хоаг         | Пейдж Турко    | Пейдж Турко     | Сара Мишель ГелларV    | Малина ВайсманY  | Меган Фокс                    |
| Ороку Саки Шреддер                              | Джеймс Сайто        | Франсуа Шо     |                 | Камео без слов         | Тохору Масамунэ  | Брайан Ти                     |
| Ороку Саки Шреддер                              | Джеймс Сайто        | Кевин Нэш      |                 | Камео без слов         | Тохору Масамунэ  | Брайан Ти                     |
| Ороку Саки Шреддер                              | Дэвид МаккаренV     |                |                 | Камео без слов         | Тохору Масамунэ  | Брайан Ти                     |
| Кейси Джонс                                     | Элиас Котеас        |                | Элиас Котеас    | Крис ЭвансV            |                  | Стивен Амелл                  |
| Тацу                                            | Тосисиро Обата      | Тосисиро Обата |                 |                        |                  |                               |
| Тацу                                            | Майкл МакконнохьюV  |                |                 |                        |                  |                               |
| Караи                                           |                     |                |                 | Чжан ЦзыиV             | Минаэ Нодзи      | Бриттани Исибаси              |
| Верн Фенвик                                     |                     |                |                 |                        | Уилл Анетт       | Уилл Анетт                    |
| Бакстер Стокман                                 |                     |                |                 |                        | К. Тодд Фримен   | Тайлер Перри                  |
| - Серый цвет — персонаж не появляется в фильме. |                     |                |                 |                        |                  |                               |

### Съёмочная группа
| Фильм                                          | Съёмочная группа / детали   | Съёмочная группа / детали | Съёмочная группа / детали                         | Съёмочная группа / детали | Съёмочная группа / детали | Съёмочная группа / детали | Съёмочная группа / детали |
| Фильм                                          | Композитор(ы)               | Оператор(ы)               | Монтажёры                                         | Кинокомпании | Дистрибьютер              | Длительность              |                           |
| ---------------------------------------------- | --------------------------- | ------------------------- | ------------------------------------------------- | --- | ------------------------- | ------------------------- | ------------------------- |
| «Черепашки-ниндзя»                             | Джон Дю През                | Джон Феннер               | Уильям Д. Гордин, Салли Менке и Джеймс Р. Саймонс | Golden Harvest, Limelight Entertainment, 888 Productions, Mirage Enterprises, Northshore Investments                                      | New Line Cinema           | 93 мин.                   |                           |
| «Черепашки-ниндзя II: Тайна изумрудного зелья» | Джон Дю През                | Шелли Джонсон             | Стив Миркович и Джон Райт                         | Golden Harvest, Mirage Enterprises, Northshore Investments                                                                                | New Line Cinema           | 88 мин.                   |                           |
| «Черепашки-ниндзя III»                         | Джон Дю През                | Дэвид Гурфинкель          | Уильям Д. Гордин и Джеймс Р. Саймонс              | Golden Harvest, Clearwater Holdings | New Line Cinema           | 96 мин.                   |                           |
| «Черепашки-ниндзя»                             | Клаус Бадельт               | Стив Ламли                | Джон Дэмиен Райан                                 | Imagi Animation Studios | Warner Bros. Pictures     | 87 мин.                   |                           |
| «Черепашки-ниндзя»                             | Брайан Тайлер               | Лула Карвальо             | Джоэл Негрон и Глен Скантлбери                    | Nickelodeon Movies, Platinum Dunes, Gama Entertainment, Mednick Productions, Heavy Metal                                                  | Paramount Pictures        | 101 мин.                  |                           |
| «Черепашки-ниндзя 2»                           | Стив Яблонски               | Лула Карвальо             | Джим Мэй, Дебра Нил-Фишер и Боб Дюксе             | Nickelodeon Movies, Movie Media Group, Alibaba Pictures, Platinum Dunes, Gama Entertainment, Mednick Productions, Smithrowe Entertainment | Paramount Pictures        | 122 мин.                  |                           |
| «Черепашки-ниндзя: Погром мутантов»            | Трент Резнор и Аттикус Росс | Кент Секи                 | Грег Левитан                                      | Paramount Animation, Nickelodeon Movies, Point Grey Pictures                                                                              | Paramount Pictures        | 100 минут                 |                           |

## Приём

### Кассовые сборы
| Фильм                                          | Дата выхода           | Кассовые сборы        | Кассовые сборы        | Кассовые сборы        | Рейтинг кассовых сборов         | Рейтинг кассовых сборов    | Бюджет                | Примечания            |
| Фильм                                          | Дата выхода           | Северная Америка      | Остальные территории  | По всему миру         | В Северной Америке за всё время | По всему миру за всё время | Бюджет                | Примечания            |
| Оригинальная трилогия                          | Оригинальная трилогия | Оригинальная трилогия | Оригинальная трилогия | Оригинальная трилогия | Оригинальная трилогия           | Оригинальная трилогия      | Оригинальная трилогия | Оригинальная трилогия |
| ---------------------------------------------- | --------------------- | --------------------- | --------------------- | --------------------- | ------------------------------- | -------------------------- | --------------------- | --------------------- |
| «Черепашки-ниндзя»                             | 30 марта 1990 года    | $135,265,915          | $66,700,000           | $201,965,915          | #331                            | #568                       | $13,500,000           | [ 25 ]                |
| «Черепашки-ниндзя II: Тайна изумрудного зелья» | 12 марта 1991 года    | $78,656,813           | $12,000,000           | $90,656,813           | #804                            | N/A                        | $25,000,000           | [ 26 ] [ 27 ]         |
| «Черепашки-ниндзя III»                         | 19 марта 1993 года    | $42,273,609           | $12,214,177           | $54,487,786           | #1,665                          | N/A                        | $21,000,000           | [ 28 ] [ 29 ]         |
| Animated film                                  |                       |                       |                       |                       |                                 |                            |                       |                       |
| «Черепашки-ниндзя»                             | 23 марта 2007 года    | $54,149,098           | $41,653,818           | $95,802,916           | #1,289                          | N/A                        | $34,000,000           | [ 30 ]                |
| Дилогия-перезапуск                             |                       |                       |                       |                       |                                 |                            |                       |                       |
| «Черепашки-ниндзя»                             | 8 августа 2014 года   | $191,204,754          | $302,128,830          | $493,333,584          | #183                            | #157                       | $125,000,000          | [ 31 ]                |
| «Черепашки-ниндзя 2»                           | 3 июня 2016 года      | $82,051,601           | $163,538,376          | $245,589,977          | #829                            | #512                       | $135,000,000          | [ 32 ]                |
| Итого                                          | Итого                 | $583 601 790          | $598 235 201          | $1 181 836 991        |                                 |                            | $353,500,000          | [ 33 ]                |

### Критика
| Фильм                                          | Критики               | Критики               | Зрители               | Зрители |
| Фильм                                          | Rotten Tomatoes       | Metacritic            | CinemaScore           |         |
| Оригинальная трилогия                          | Оригинальная трилогия | Оригинальная трилогия | Оригинальная трилогия |         |
| ---------------------------------------------- | --------------------- | --------------------- | --------------------- | ------- |
| «Черепашки-ниндзя»                             | 40% (50 отзывов)      | 51 (21 отзыв)         | н/д                   |         |
| «Черепашки-ниндзя II: Тайна изумрудного зелья» | 35% (41 отзыв)        | 45 (20 отзывов)       | н/д                   |         |
| «Черепашки-ниндзя III»                         | 23% (29 отзывов)      | 40 (12 отзывов)       | н/д                   |         |
| Анимационный фильм                             |                       |                       |                       |         |
| «Черепашки-ниндзя»                             | 35% (115 отзывов)     | 41 (21 отзыв)         | A-                    |         |
| Дилогия-перезапуск                             |                       |                       |                       |         |
| «Черепашки-ниндзя»                             | 21% (133 отзыва)      | 31 (33 отзыва)        | B                     |         |
| «Черепашки-ниндзя 2»                           | 37% (139 отзыва)      | 40 (27 отзывов)       | A-                    |         |

## Музыка

### Саундтреки
| Название                                                                                        | Дата выхода в США   | Длительность | Композитор(ы) | Лейбл            |
| ----------------------------------------------------------------------------------------------- | ------------------- | ------------ | ------------- | ---------------- |
| Teenage Mutant Ninja Turtles: The Original Motion Picture Soundtrack                            | 16 марта 1990 года  | 44:08        | N/A           | SBK Records      |
| Teenage Mutant Ninja Turtles II: The Secret of the Ooze: The Original Motion Picture Soundtrack | 26 марта 1991 года  | 41:32        | N/A           | SBK Records      |
| Teenage Mutant Ninja Turtles III: Original Motion Picture Soundtrack                            | 9 марта 1993 года   | 45:01        | N/A           | SBK Records      |
| TMNT: Teenage Mutant Ninja Turtles (Music from the Motion Picutre)                              | 20 марта 2007 года  | 45:22        | Клаус Бадельт | Atlantic Records |
| Teenage Mutant Ninja Turtles: The Score                                                         | 5 августа 2014 года | 70:02        | Брайан Тайлер | Atlantic Records |
| Teenage Mutant Ninja Turtles: Out of the Shadows (Original Motion Picture Soundtrack)           | 3 июня 2016 года    | TBA          | Стив Яблонски | TBA              |

## Отменённые проекты

### Сиквел фильма «Черепашки-ниндзя III»
С 1995 по 1997 годы Кевин Истмен работал над четвёртым фильмом франшизы, который должен был называться либо «Черепашки-ниндзя 4: Новая мутация», либо «Черепашки-ниндзя 4: Возвращение клана Фут». В 2012 году Heritage Auctions опубликовала концепт-арты, изображающие пятую Черепаху по имени Кирби, а также других персонажей в лице Фэнга, Шрэддера, Спайдера, Нано Спайдера, Супер Шреддера, Кейси, Тэлбота, Лоусона, Багмэна и «Злой Эйприл». Питер Лэрд опубликовал концепт-арт Черепах и Сплинтера в своём блоге. По задумке фильма Черепашки-ниндзя и Сплинтер подверглись вторичной мутации из-за того, что находящийся в их крови мутаген с годами привёл к изменению внешнего вида героев, а также даровал им новые способности. Кроме того, в фильме должен был вернуться Шреддер, восстанавливающий авторитет клана Фут.

### Фильм по сценарию Джона Фаско
В конце апреля 2009 года появилась информация о выходе нового художественного фильма в 2011 году. Mirage Studios сотрудничала с продюсерами Скоттом Медником и Галеном Уокером, в то время как Питер Лэрд, Гэри Ричардсон, Фредерик Фирст, Эрик Краун выступали в качестве исполнительных продюсеров. 4Kids Entertainment производила тематические товары по фильму, а Lightbox Productions, LLC. финансировала проект. Планировалось использование аниматронных костюмов, которые впоследствии должны были быть подвергнуты компьютерной обработке во время постпродакшена. История вращалась бы вокруг происхождения Черепашек-ниндзя. Несколько месяцев спустя был объявлен кастинг на роли членов клана Фут, который проводил Эрни Рейес-младший. Сосоздатель TMNT Питер Лэрд заявил, что перезапуск должен был походить на картину «Бэтмен: Начало», в то время как продюсер Гален Уокер подтвердил намерения сделать фильм более мрачным. В июле того же года Джон Фаско был нанят в качестве сценариста фильма. Он вдохновлялся оригинальными чёрно-белыми комиксами Истмена и Лэрда, однако Paramount забраковала идею. По словам Кевина Истмена, сценарий не соответствовал видению Paramount. Питер Лэрд отметил, что фильм позиционировался как прямое продолжение картины 1990 года, которое игнорировала последовавшие за ним сиквелы. В октябре 2009 года дочерняя сеть Viacom Nickelodeon приобрела все права Mirage на франшизу за 9,75 миллионов $, расторгнув все сделки с 4Kids и Time Warner.

### Сиквелы анимационного фильма
В 2007 году Кевин Манро заявил, что хотел бы снять продолжение мультфильма «Черепашки-ниндзя» 2007 года, в котором потенциально мог вернуться Шреддер. Манро запланировал трилогию. «Черепашки-ниндзя 2» должен был стать вольной адаптацией арки City At War из оригинальных комиксов Mirage. По сюжету, Микеланджело чувствовал себя изгоем, из-за чего присоединился к клану Фут, в то время как Черепахи отправились в Японию, где должны были столкнуться с Караи и Шреддером. В «Черепашках-ниндзя 3» планировалось появление Трицератонов, а также прибытие Технодрома из Измерения Икс. Манро хотел, чтобы Майкл Кларк Дункан озвучил лидера Трицератона, командира Мозара. Питер Лэрд поделился задумкой сделать следующее кино гибридном между фильмом с реальной съёмкой и CGI, создав Черепашек-ниндзя с помощью компьютерной графики, в то время как Сара Мишель Геллар и Крис Эванс сыграли бы живые воплощения Эйприл и Кейси.

### Сиквел фильма «Черепашки-ниндзя 2»
В августе 2014 года Ноэль Фишер заявил о том, что он и другие исполнители ролей Черепашек подписали контракт на три фильма. Меган Фокс подписала аналогичный контракт. В мае 2016 года Тайлер Перри заявил, что в случае производства третьей части, его персонаж, Бакстер Стокман, скорее всего мутирует в муху по мере развития сюжета. Пит Пложек также выразил заинтересованность в повторении роли Леонардо. В октябре того же года, сославшись на кассовый провал второй части, продюсер Эндрю Форм назвал разработку третьего фильма «маловероятной».